# Farmacopea internazionale
La farmacopea internazionale (PHI) è una farmacopea compilata dall'OMS pubblicata a Ginevra nelle versioni in inglese, in francese e in spagnolo.
Esistono quattro edizioni di questa farmacopea, la prima delle quali è stata pubblicata nel 1951, la seconda nel 1967, la terza nel 1980 e la quarta nel 2006.
La quarta edizione fornisce le raccomandazioni sulle norme tecniche e la qualità, sui metodi di analisi per prodotti farmaceutici selezionati oltre che su eccipienti e dosaggi.
L'opera è divisa in due parti: la prima contiene una guida per la corretta esecuzione e applicazione di alcuni test generali e metodi utilizzati nel controllo di qualità; nella seconda parte sono presenti le monografie su 24 sostanze comprese nel WHO Model List of Essential Drugs, ciascuna con l'esatta istruzione sui test richiesti e i metodi.
Sono presenti, inoltre, monografie sugli eccipienti, solventi, agenti acidificanti, compresse e capsule, su leganti e diluenti, sospensioni, agenti per la viscosità, stabilizzanti e tensioattivi.
La farmacopea internazionale (2006)si conclude con monografie riguardanti 39 preparazioni formulate come capsule, compresse, iniezioni, polveri ed iniettabili.
La farmacopea internazionale non ha valore di legge a meno che non venga adottata come farmacopea nazionale da uno stato. Ha una funzione di indirizzo e di modello e strumento di controllo. Molti paesi in via di sviluppo hanno adottato la farmacopea internazionale come farmacopea nazionale oppure la considerano un riferimento per poter autorizzare la commercializzazione dei medicamenti.